# Jason Grimes
Jason Grimes (* 10. September 1959) ist ein ehemaliger US-amerikanischer Weitspringer.
Der größte Erfolg des Absolventen der University of Tennessee ist der Gewinn der Silbermedaille bei den Leichtathletik-Weltmeisterschaften 1983 in Helsinki. Im Jahr darauf wurde er bei den US-Ausscheidungskämpfen für die Olympischen Spiele in Los Angeles in der letzten Runde von Mike McRae auf den vierten Platz verdrängt und war daher nur Ersatzmann für das US-Team.
Nach seiner sportlichen Karriere arbeitete er zunächst für das Federal Bureau of Investigation (FBI) und andere Strafverfolgungsbehörden. Ab 2004 war er Leichtathletiktrainer an der University of Maryland.

## Persönliche Bestleistungen
- Weitsprung: 8,43 m, 16. Juni 1985, Indianapolis
  - Halle: 8,13 m, 8. Januar 1982, Johnson City